# Kalevi Hämäläinen
Kalevi Hämäläinen (né le 13 décembre 1932 et décédé le 10 janvier 2005) est un ancien fondeur finlandais.

## Palmarès

### Jeux Olympiques
| Épreuve / Édition | Cortina d'Ampezzo 1956 | Squaw Valley 1960 | Innsbruck 1964 |
| 30 km             | 20e                    | 12e               |                |
| 50 km             |                        | Or                | 16e            |

### Championnats du monde
| Épreuve / Édition | Lahti 1958 | Zakopane 1962 |
| 30 km             | Or         |               |
| 50 km             |            | Bronze        |
| 4 × 10 km         | Bronze     |               |